# الكيمياء السطحية للطبخ
في أثناء الطبخ، هناك عوامل عدة تؤثر على كيمياء السطح للتفاعلات الكيميائية والتفاعلات التي تنتج الطعام بما في ذلك المواد والتقنيات ودرجة الحرارة، كل هذه العوامل تعتمد على الخواص الكيميائية لأسطح المواد المستخدمة. أيضاً يمكن أن تؤثر الخصائص المادية لأواني الطهي، مثل مقاومة الماء وخشونة السطح وقابلية التوصيل، على طعم الطبق بشكل كبير. تعمل تقنية تحضير الطعام على تغيير الطعام بطرق مختلفة اختلافاً جذرياً، ما ينتج عنه ملمس ونكهات فريدة من نوعها. يجب مراعاة درجة حرارة تحضير الطعام عند اختيار المكونات الصحيحة.
المواد في الطبخ
تعتمد التفاعلات بين الطعام والوعاء بشكل كبير على المواد التي تتكون منها المقلاة. سواء كانت المقلاة محبة للماء أو كارهة للماء أم لا، فإن التوصيل الحراري والقدرة، وخشونة السطح، وأكثر من ذلك كله يحدد كيفية طهي الطعام.

## ستانلس ستيل
يعتبر الفولاذ المقاوم للصدأ غير قابل للصدأ وذلك لاحتوائه على ما لا يقل عن 11٪ من الكروم بالكتلة. الكروم معدن خامل نسبياً ولا يصدأ أو يتفاعل بسهولة مثل الفولاذ الكربوني العادي. وهذا ما يجعله مادة استثنائية للطبخ. كما أنه غير مكلف إلى حد ما، ولكنه بالنسبة للسطح يعد غير قابل للتوصيل الحراري بشكل عال جداً. يعود ذلك بسبب وجود طبقة رقيقة من أكسيد الكروم التي تتكون على السطح. هذه الطبقة الرقيقة تحمي المعدن من الصدأ أو التآكل في حين أنها واقية، فإن طبقة الأكسيد ليست موصلة للغاية، ما يجعل طهي الطعام أقل كفاءة مما يمكن أن يكون. بالنسبة لمعظم تطبيقات الطهي، تُفضل الموصلية الحرارية العالية لتكوين سطح مسخن بشكل متساوٍ للطهي. بهذه الطريقة، لا يُعد الفولاذ المقاوم للصدأ عادةً أواني طهي عالية الجودة.

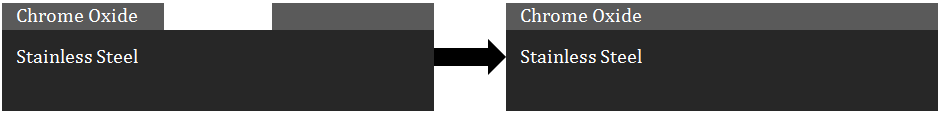
خصائص الشفاء الذاتي للفولاذ المقاوم للصدأ هي أنه عندما يتم خدش جزء من طبقة الأكسيد الواقية، يتفاعل المزيد من الفولاذ، ممَ يترك السطح محميًا مرة أخرى.

من حيث التفاعلات السطحية، فإن أكسيد الكروم قطبي. أي تتمتع ذرات الأكسجين الموجودة على سطحه بعزم ثنائي القطب دائم، وبالتالي فهي محبة للماء. وهذا يعني أن الماء يتخللها، على عكس الزيوت والدهون الأخرى.

## الحديد الزهر
أواني الطهي المصنوعة من الحديد الزهر المحنك بالزيت.
سطح الحديد الزهر غير أملس جداً لاحتوائه على حفر وقمم لا تساعد على الطهي. عادة، تُحنَّك أواني الطهي بالزيت. وبالتالي تترك هذه العملية طبقة رقيقة من الزيت في الحفر وفوق القمم على سطح المقلاة. تتبلمر هذه الطبقة الرقيقة في الواقع، ما يجعلها متينة ودائمة. كما أنها تمنع الحديد الزهر من الصدأ وهو عرضة له. يتحد الزيت المستخدم في المقلاة مع أي سائل آخر يُستخدم في عملية الطهي ويخلق تلامساً جيداً بين المقلاة والطعام.على الرغم من أن الحديد الزهر موصل سيئ للحرارة، فإن الزيت يجعل المقلاة فعالة عندما تكون في درجة حرارة عالية.
ما يجعل المقلاة غير قابلة للالتصاق في أثناء الطهي، هو أن سطح الوعاء من الحديد الزهر كاره للماء وهذا هو التأثير الآخر للتحنيك بالزيت. وذلك لأن الطعام سيتحد مع الزيت لا المقلاة. كما أنه يجعل المقلاة أسهل في التنظيف، ولكن في النهاية طبقة الزيت المبلمرة تتلف وتحتاج إلى إعادة التحنيك.

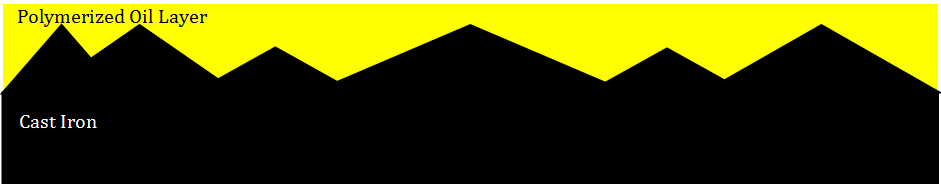
السطح الخشن لوعاء من الحديد الزهر مع طبقة الزيت المبلمر التي تدل على أن المقلاة متبل.

## سيراميك
أواني الطهي الخزفية كما هو الحال في المقالي، (وليس أطباق الخبز) لا تُصنع من السيراميك الصلب بل هي عبارة عن وعاء معدني، عادةً من الألمنيوم، مع طلاء سيراميك جسيمات نانوية. يجعل هذا السطح خشناً على نطاق صغير ويؤدي إلى زيادة المحلول وعدم التصاقه بالسطح.
الجانب السلبي هو أن مساحة السطح المتزايدة تعني تلامساً أقل للسطح مع الطعام الذي سيتم طهيه وبالتالي يكون نقل الحرارة أقل. لسوء الحظ، نظراً إلى أن السطح جيد، يمكن خدشه بمرور الوقت، وتضيع الفائدة من وجوده في المقام الأول.

## سيليكون
السيليكون مطاط مقاوم للحرارة وهو خامل وغير سام. وهو عبارة عن بوليمرات لها بنية من السيليكون والأكسجين مع روابط الميثيل. مجموعات الميثيل الخاملة إلى حد ما ليست شديدة التفاعل، ما يعطي السيليكون معامل احتكاك منخفضاً إلى حد ما. تماماً مثل التفلون، هذا يجعله غير لاصق وسهل التنظيف. كما أنه مقاوم لدرجات الحرارة المرتفعة جداً بسبب الروابط القوية بين جميع الذرات. هذا يعني أنه يمكن الخبز فيه أو استخدامه مع الزيوت الساخنة.
السيليكون له استخدام محدد جداً في أواني الطهي، لأنه ليس صلباً. يكون معظم السيليكون المستخدم في الطهي على شكل ملاعق أو قوالب، وبالتالي يخدم غرضاً مختلفاً عن المواد التي جرت مناقشتها سابقاً.

## تفاعل تقنيات الطبخ
يمكن تقسيم تقنيات الطهي إلى فئتين رئيستين: تقنيات الطبخ القائمة على الزيت والقائمة على الماء. تعتمد كل من التقنيات القائمة على الزيت والماء على تبخير الماء لطهي الطعام. تقنيات الطهي القائمة على الزيت لها تفاعلات سطحية كبيرة تؤثر بشكل كبير على جودة الطعام الذي تنتجه. تنبع هذه التفاعلات من تفاعل جزيئات الزيت القطبية مع سطح الطعام. التقنيات القائمة على الماء لها تفاعلات سطحية أقل بكثير تؤثر على جودة الطعام.

## تقنيات الطبخ القائمة على الماء
هناك العديد من تقنيات الطهي التي لا تستخدم الزيت كجزء من العملية مثل التبخير أو الغليان. وهي ليس لها أي تأثير على التفاعلات الكيميائية على سطح الطعام. حيث تُستخدم التقنيات القائمة على الماء عادةً لطهي الخضار أو النباتات الأخرى التي يمكن استهلاكها كغذاء. عندما لا يوجد زيت، فإن طريقة نقل الحرارة إلى الطعام هي بخار الماء عادةً. لا تحتوي جزيئات بخار الماء على أي تفاعلات سطحية مهمة مع سطح الطعام. نظراً إلى أن الطعام، بما في ذلك الخضار، يجري طهيه عن طريق تبخير الماء داخل الطعام، فإن استخدام بخار الماء كطريقة لنقل الحرارة ليس له أي تأثير.